# Djevica (zviježđe)
Djevica (lat. Virgo) je jedno od zviježđa zodijaka. Jedna od najvećih konstelacija na nebu, pozicionirana između Lava, Vage, Berenikine kose, Gavrana, Lava, Vrča, Vage, Vodene zmije, Volara i Zmije. Jedno je od 48 zviježđa iz Ptolemejeva zvjezdanoga kataloga (Παρϑένος, Parthénos). Predstavlja ženski lik koji je u većini mitova simbol plodnosti ili pšenice.

## Zvijezde
Najsjajnije su zvijezde Spika (α Vir), Zavijava (Zavidžava) (β Vir), Porima (Porrima) (γ Vir), Auva (δ Vir), Heze (ζ Vir), Vindemijatriks (Vindemiatrix, Beračica grožđa) (ε Vir), Sirma (Syrma) (ι Vir) i Zanija (Zaniah) (η Vir). Zvijezda 70 Djevice (70 Virginis) jedna je od prvih zvijezda za koje se otkrilo da ima ekstrasolarni planet, a oko zvijezde 61 Djevice (61 Virginis) kruže najmanje tri planeta.

## Drugi svemirski objekti
Zviježđe sadrži galaktički skup Djevica (Virgo Cluster) na udaljenosti od približno 54 milijuna svjetlosnih godina i u njemu približno 1300 galaktika: eliptične galaktike M49, M59, M60, M87, M89, i M104, spiralne galaktike M58, M61 i M90 te lećaste galaktike M84 i M86 i dr. Taj je galaktički skup dio galatičkoga superskupa Djevica SC (Virgo SC) u kojem je i mjesni skup galaktika. U zviježđu se nalazi kvazar 3C 273, udaljen 2,5 · 109 svjetlosnih godina, i dr.

## Mitologija
U mitologiji Grka, ova konstelacija utjelovljuje Demetru - božicu plodnosti. Grci su bili uvjereni da pokroviteljstvom poljoprivrednika, aktiviranjem rasta biljaka, promicanjem formiranja i dozrijevanja voća i povrća, uče ljude da pravilno obrađuju svoju zemlju.
Prema mitologiji, Demetra je imala kćer sa Zeusom - Perzefonu. Kad je mlada božica od djeteta odrasla u nevjerojatno lijepu djevojku, njezin je otac odlučio oženiti se bratom Aidom. Kao supruga kralja mrtvih, Perzefona bi bila prisiljena zauvijek napustiti zemlju, smjestivši se u podzemni svijet.
Međutim, Had je bio siguran da se Perzefona neće vjenčati dobrovoljno, pa ju je oteo, koristeći Herine usluge, koja je stvorila nevjerojatno lijep cvijet koji je rastao na mjestima gdje se šeta Perzefona. U tom trenutku kada se lijepa djevojka naslonila na cvijet, tlo pod njom se otvorilo, Had se pojavio na njegovim kolima i odveo djevojku u njezino kraljevstvo.
Demetra je vrlo teško podnosila nestanak svoje jedine kćeri. Njezine su suze tekle u neprekidnom toku, a ona se povukla s Olimpa na Zemlju. To je uvelike utjecalo na sve biljke na Zemlji - stabla su izgubila lišće, biljke su se osušile. Glad i smrt približili su se Zemlji, ali Demetri nije bilo stalo, jer je mogla razmišljati samo o svojoj nesretnoj kćeri. Tako je prvi put došla jesen.
Zeus je uspio shvatiti koliko je velika Demetrina ljubav prema njenoj kćeri, vidio je da njezina tuga može ubiti život na Zemlji. Naredio je svojoj ženi da se vrati na Olimp, ali ona to nije mogla učiniti, jer se zaklela da se bez kćeri ne vraća u svijet bogova.
Zeus je morao zapovjediti da Perzefona živi 8 mjeseci na Olimpu, a samo 4 mjeseca s Hadom u svom podzemnom posjedu.
Zato se sva proljetna cvjetanja - Perzefona vraća iz kraljevstva Hada i njezina se majka raduje, dajući život svemu što je na Zemlji. Kad se kći mora vratiti svom suprugu - majka se ponovno počinje osjećati tužno, što uzrokuje dolazak jeseni i zime.
Kada je konstelacija Djevica uzašla, stanovnici antičke Grčke bili su sigurni da im je Demetra došla pomoći u njihovim spisima. Uzimajući žetvu, bili su uvjereni da će im boginja poslati velike prinose za svoj teret.